# Kremer Pigmente
Die Kremer Pigmente GmbH und Co. KG ist ein auf die Herstellung historischer Pigmente spezialisiertes Unternehmen mit Hauptsitz in Aichstetten im Landkreis Ravensburg.

## Geschichte
Unternehmensgründer Georg Kremer studierte Chemie und Physik in Stuttgart und Tübingen und wurde in Physikalischer Chemie promoviert. Während er am Lehrstuhl für Theoretische und Physikalische Chemie der Universität Tübingen forschte, bat ihn ein befreundeter Restaurator um Hilfe bei der Suche nach Smalte, einem gemahlenen, kobalthaltigen Glas blauer Farbe. Seit der Erfindung von Smalte im Zweistromland vor etwa 4000 Jahren war dieses Glas bis zum Barock häufig für die Darstellung von „Himmel“ oder des Elements „Luft“ verwendet worden. Da es keinen Hersteller für Smalte-Farbpigmente gab, begab sich Kremer auf die Suche nach dem verloren geglaubten Rezept für die Herstellung dieses Pigments und tatsächlich gelang es ihm, in seinem zum Labor umfunktionierten Keller das Smalte-Pigment herzustellen. Damit begann 1977 die Geschichte der Kremer Pigmente.
Zum Service des Unternehmens gehört auch die Bereitstellung von Rezepten für die Herstellung von Malmitteln sowie von chemischen Informationen zu den Pigmenten. Eignungslisten und Verarbeitungshinweise sind außerdem auf der Homepage des Unternehmens zu finden.
Neben dem Hauptstandort Aichstetten betreibt das Unternehmen eigene Dependancen in New York und München. Außerdem haben viele Farbfachgeschäfte Pigmente und Materialien der Kremer Pigmente GmbH & Co. KG in ihrem Sortiment.

## Produkte

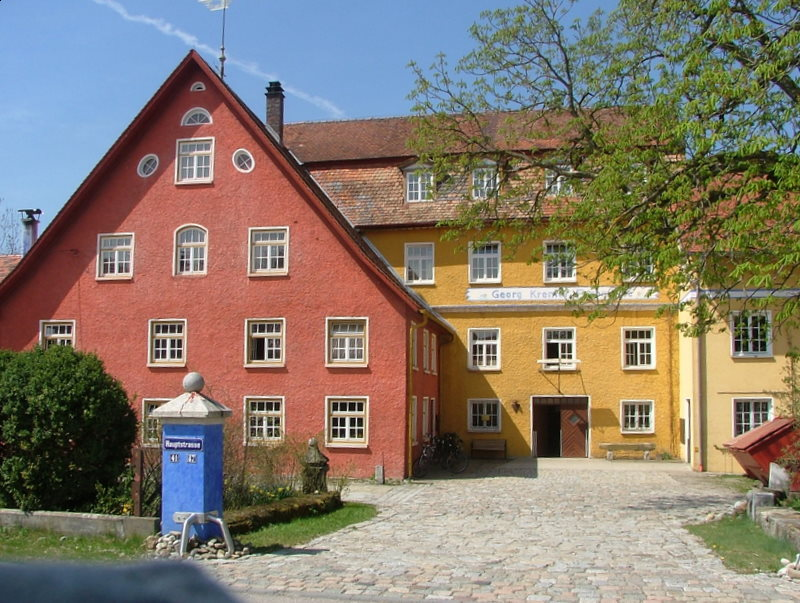
Kremer Pigmente in der Hauptstraße Aichstetten (2008)

Kremer Pigmente ist ein auf die Herstellung historischer Farbpigmente spezialisierter Betrieb. Bei deren Herstellung werden vor allem natürlich vorkommende Rohstoffe wie Erden, Mineralien oder Pflanzen verwendet und nach alten, zum Teil aus dem Mittelalter stammenden Rezepten verarbeitet. Diese Pigmente sind vor allem für Restauratoren wichtig, da sie es ermöglichen, Bilder, Skulpturen oder Fresken originalgetreu wiederherzustellen.
Am Hauptsitz des Unternehmens in Aichstetten ist eine eigene Farbmühle in Betrieb – Kremer gehört zu den letzten Herstellern von Kleinmengen seltener Pigmente aus Eigenproduktion. Hier befinden sich auch Forschungslabore der Farbmittelchemie für neue Farbmittel und für die Analyse von historischen Proben. Erforschung geschichtlicher Farbrezepturen, wiederentdeckter Rohstoffe und deren Gewinnung bilden die Grundlage des Unternehmens. Kremer Pigmente arbeitet speziell auch nach Aufträgen und stellt Farbmittel her, die sonst nicht mehr erhältlich sind, beispielsweise Tüchleinfarben. Die Firma besitzt ein umfangreiches Archiv an Farbproben als Referenzmaterial.
Daneben handelt die Firma mit Malmitteln und zugehörigen Werkzeugen (Pinsel, Leinwände, Bindemittel), wie auch Restaurierungsbedarf und Sekundärliteratur zur Denkmalpflege.
Neben der Herstellung der Malmittel und deren Vertrieb bietet die Firma auch mehrmals jährlich Kurse zu verschiedenen Themen wie zum Beispiel „Herstellung und Verwendung von Pigmenten“ an. Außerdem ist es  auch möglich, eine Führung durch das Werk in Aichstetten zu erhalten.

## Medien
- Vergessene Farben – Naturprodukt Farbe., nano, 15. Februar 2003
- Alte Meister – Neuer Glanz. ARTE, 13. November 2009
- Wie man Farben macht. In: youtube.com. SWR Handwerkskunst!, August 2022, abgerufen am 17. Oktober 2022.